# Festa nazionale svizzera

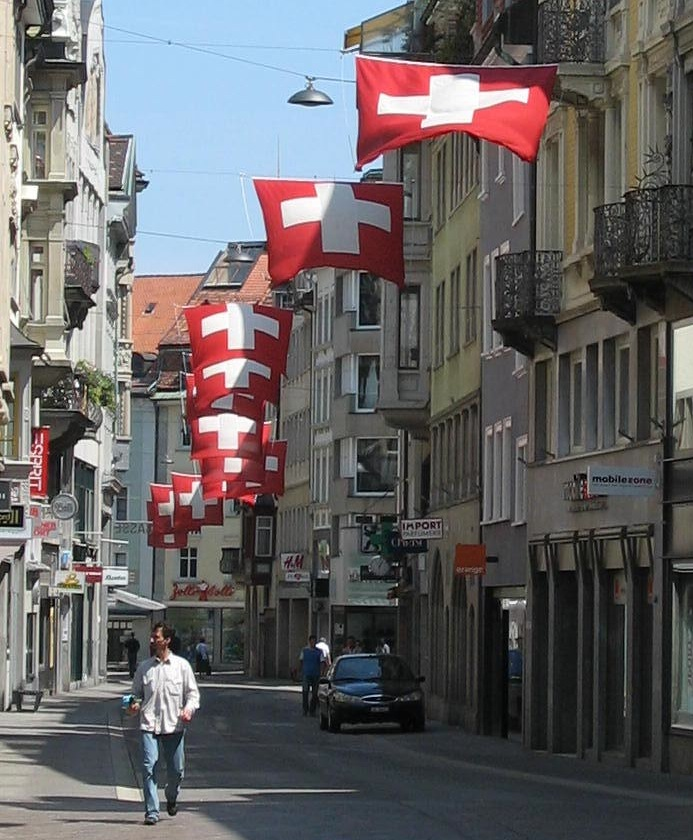
Decorazioni patriottiche a San Gallo in occasione della festa nazionale

La festa nazionale svizzera (tedesco: Schweizer Bundesfeier; francese: Fête nationale suisse; romancio: Festa naziunala svizra) ricorre ogni 1º agosto. Essa ricorda la nascita della Confederazione, avvenuta nei primi giorni d'agosto dell'anno 1291.

## Storia
Con la stipulazione del Patto confederale i primi tre cantoni (Uri, Svitto e Untervaldo, detti "cantoni primitivi") davano vita ad un'alleanza per contrastare le pressioni degli Asburgo d'Austria attraverso l'amministrazione dei balivi. La mattina di questo giorno si tiene la tradizionale festa sul praticello del Grütli (o Rütli). Vi partecipano il presidente della Confederazione, oltre ad altre personalità di spicco, e l'avvenimento è trasmesso dalle televisioni nazionali. In serata viene anche trasmessa l'allocuzione del presidente. La popolazione è solita festeggiare in maniera piuttosto "sobria" davanti ad un falò, esponendo le bandiere sui balconi o sparando fuochi artificiali.
In questo giorno, alle 8 di sera, tutte le campane della Svizzera suonano a festa. Inoltre, la sera, un comune svizzero scelto a rotazione fra le regioni linguistiche ospita i festeggiamenti ufficiali, trasmessi a reti unificate. Una seconda festività comune a tutti gli svizzeri è il digiuno federale. Inizialmente celebrato solo nei cantoni protestanti, a partire dal 1643 anche i cantoni cattolici introducono prescrizioni riguardanti la preghiera e il digiuno. Nel 1796 la Dieta Federale dichiara l'8 settembre 1796 festa federale di preghiera. Infine, nel 1832 la Dieta Federale dispone che cattolici e protestanti in tutti i cantoni celebrino una giornata di preghiera, digiuno e ringraziamento la terza domenica di settembre.